# Mastacideidae
Mastacideidae es una familia de insectos ortópteros celíferos. Se distribuye por el sur de Asia.

## Géneros
Según Orthoptera Species File (31 mars 2010):
- Mastacides Bolívar, 1899
- Paramastacides Descamps, 1974